# Gubèrnia de Kherson
La gubèrnia de Kherson, situada en la costa septentrional del Mar Negre, va ser una gubèrnia de l'Imperi rus. Es va crear el 8 d'octubre de 1802, després de divisió de la gubèrnia de Nova Rússia en tres gubèrnies noves. Per decret del Senat rus, el seu centre administratiu va ser traslladat de Nikolàiev a Kherson. La gubèrnia tenia sis 'uiezdos' (districtes), amb 18 ciutats, fins i tot Nikolàiev i Odessa.

## Correspondència amb l'actualitat
La Gubèrnia comprenia totalment o en grans porcions de les províncies actuals de:
- Óblast de Kherson, la capital de la qual és Kherson. També la capital de la Gubèrnia.
- Província de Nikolàiev, la capital de la qual és Nikolàiev.
- Província d'Odesa, la capital de la qual és Odessa.
- Província de Kirovograd, la capital de la qual és Kirovograd.

## Subdivisions en Uezd
Els uezd en els quals es divideix la Gubèrnia de Kíev en les disposicions de 1803 són:
- Uezd de Aleksandriysk (Александрийский).
- Uezd de Anàniev (Ананьевский).
- Uezd de Elizavetgrad (Елизаветградский).
- Uezd de Odessa (Одесский).
- Uezd de Tiràspol (Тираспольский).
- Uezd de Kherson (Херсонский).